# Shimamura Hōgetsu

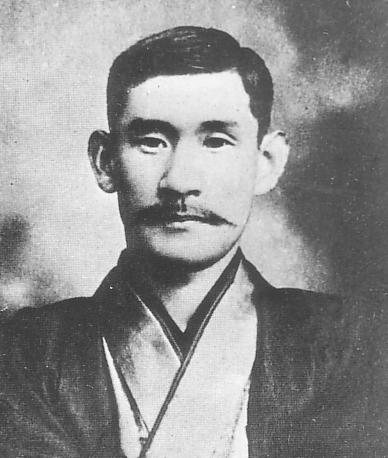
Shimamura Hōgetsu

Shimamura Hōgetsu (jap. 島村 抱月; * 28. Februar 1871 (traditionell: Meiji 4/1/10) in Kuza, Provinz Iwami (heute: Kanagichō-Kuza, Hamada, Präfektur Shimane); † 5. November 1918) war ein japanischer Schriftsteller, Literaturkritiker und -wissenschaftler. Er gilt als Vorreiter des Shingeki.
Geboren als Sasayama Takitarō (佐々山 滝太郎) ging er zum Studium nach Tokio, wo er bei der Familie Shimamura unterkam, die ihn dann adoptierte. 1894 schloss er sein Studium an der Fachschule Tokio (heute Waseda-Universität) ab, wo er unter Tsubouchi Shōyō studiert hatte. Anfang der 1900er Jahre entsandte ihn die Universität zu einem Studienaufenthalt an die Cambridge University. Nach seiner Rückkehr 1905 wurde er Professor an der Waseda-Universität.
Bereits in den 1890er Jahren veröffentlichte er das Buch Shin bijigaku (Neue Rhetorik) und publizierte Essays über das Verhältnis von gesprochener und geschriebener Sprache. Als leitendes Mitglied der Theatergruppe der Waseda-Universität Bungei Kyōkai, die von 1906 bis 1919 bestand, wurde er mit seinen Produktionen von Henrik Ibsens Nora und Hermann Sudermanns Heimat zum bedeutenden Promotor der Modernisierung des Theaters in Japan. 
Shimamura gründete die unabhängige Theatergruppe „Geijutsuza“ (芸術座) mit Matsui Sumako (1886–1919), ein moderner Star und seine Gefährtin. Sie spielte Katsusha in seiner Dramatisierung von Tolstois „Auferstehung“. Seine wichtigsten Publikationen sind „Ran’unshū“ (乱雲集) aus dem Jahr 1906, eine Sammlung von Erzählungen, und „Untersuchungen zur Literatur der Gegenwart“ (近代文学の研究, Kindai bungaku no kenkyū) 1909.
Shimamura war ein vehementer Verfechter der Gleichberechtigung der Frauen und setzte wichtige Akzente im japanischen Diskurs um die Frauenrechte.